# ديفيد أوبيرت
ديفيد أوبيرت (بالفرنسية: David Aubert)‏ هو كاتب فرنسي، (و. 1413  م).